# Vaden Records
Vaden Records war ein kleines US-amerikanisches Plattenlabel aus Arkansas, dass 1958 von Arlen Vaden gegründet wurde.
Vaden produzierte zwischen 1958 und 1961 Platten von verschiedenen Rockabilly-Musikern, die inzwischen in Europa zu Klassikern des Genres wurden.

## Geschichte
Vaden Records wurde 1958 von dem DJ Arlen Vaden in Trumann, Arkansas, gegründet. Der Name des Labels geht auf seinen Nachnamen zurück. Der erste Künstler des Labels wurde Bobby Brown, dessen erste Single Down At Big Mary’s House / I Get The Blues (At Midnight) (Vaden 45-100) zugleich die erste Veröffentlichung des Labels wurde. Vadens Katalog begann bei Nummer 100 und endete 1961 bei 306. Ein eigenes Studio gab es nicht; meist wurden die Stücke in den Studios kleiner Radiosender in Arkansas eingespielt.
Im Februar 1960 unterlief Vaden ein Fehler bei der Veröffentlichung von Teddy Redells Single Judy / Can’t You See. Man nutzte die Katalognummer 116, obwohl diese bereits ungefähr drei Monate zuvor bei einer Single von Jimmy Haggett genutzt wurde. Nachdem der Song regional gut in den Jukeboxen gespielt wurde, übernahm Atco Records die Distribution der Redell-Single.
Obwohl bereits unter den ersten Veröffentlichungen (Vaden 100 bis 116) einige EPs dabei waren, wurde dafür später eine extra Serie, die 200er EP-Serie, eingerichtet, die Platten von Onie Wheeler, Hank Locklin und Maddox Brothers and Rose enthielt. Ab 1960 wurden die Singles mit Katalognummern von 300 aufwärts versehen.
Vaden Records wurde 1961 geschlossen. Die letzte Veröffentlichung war Bill Dunivens Single One Has My Name / Knocking on the Backside (Vaden 306). In den vier vorherigen Jahren wurden hauptsächlich Rock-’n’-Roll- und Rockabilly-Songs von Bobby Brown, Teddy Redell, Joyce Green, Bobby Lee Trammell, Larry Donn und Johnny Moore veröffentlicht. Auch Besitzer Arlen Vaden spielte einige Gospel-Platten mit Jackie Vaden ein.

## Diskografie
| 100                     | 1958 | Bobby Brown and the Curios                                             | Down at Big Mary’s House I Get The Blues (At Midnight)                                                                                               |
| 101                     | 1958 | Jerri Patterson                                                        | Little Ole Me Loves Little Ole You That’s Why I Think of You                                                                                         |
| EP-102                  | 1958 | Ray Baker and his Happy Travelers                                      | I Don’t Need a Rocket Ship Preach The Word, Preacher Man Everything’s Gonna Be Alright A Light In a Mansion                                          |
| EP-103                  | 1958 | Jackie & Arlen – The Southern Gospel Singers                           | Where The Roses Never Fade Amazing Grace O Golden Hours When I Get Up to Heaven                                                                      |
| EP-104                  | 1958 | Jackie & Arlen – The Southern Gospel Singers                           | Just As The Sun Went Down A Sinner’s Plea Precious Memories O Come Angel Band                                                                        |
| EP-105                  | 1958 | Jackie & Arlen – The Southern Gospel Singers                           | Save Me Master What a Friend We Have in Mother Beautiful Isle of Somewhere Just a Closer Walk with Thee                                              |
| EP-106                  | 1958 | Terri Patterson [Jackie Vaden] / Lonnie Glosson                        | That’s why I think of you Little ole me loves little ole you Old dutchman’s prayer I want my mama                                                    |
| EP-107                  | 1958 | Bobby Brown Jamboree Gang                                              | Down At Big Mary’s House I Get The Blues Banjo and Fiddle Instrumentals                                                                              |
| EP-108                  | 1958 | Ray Baker and his Happy Travelers                                      | My Faith Is Build Up on a Rock Who Will Be The First To Cast a Stone At Mother’s Knee You Gotta Go Down                                              |
| 109                     | 1959 | Bobby Brown                                                            | Bobby’s Blues Please, Please Baby |
| 110                     | 1959 | Teddy Redell                                                           | Knocking On the Backside Before It Began |
| 111                     | 1959 | Johnny Moore with Jimmy Haggett Band                                   | I Want You To Know Country Girl |
| 112                     | 1959 | Joyce Green                                                            | Tomorrow Black Cadillac |
| 113                     | 1959 | Larry Donn                                                             | That’s What I Call a Ball Honey-Bun |
| 114                     | 1959 | Vena Townsend                                                          | I Walk the Soles Off My Shoes Too-Lonesome |
| 115                     | 1959 | Teddy Redell                                                           | Corrina, Corrina Gold Dust |
| 116 [1]                 | 1959 | Jimmy Haggett                                                          | Today’s Reality Don’t Let Me Go |
| 116 [2]                 | 1960 | Teddy Redell                                                           | Can’t You See Judy |
| EP-201                  |      | The Stewart Family Hank Locklin Maddox Brothers and Rose William Moore | Tattler’s Wagon The Harvest is Ripe Tramp on the Street Bugle Call from Heaven                                                                       |
| EP-202                  |      | Jackie & Arlen – The Southern Gospel Singers                           | More Praying, Less Straying He Brought Me In I Can’t Help What Others Do The Muddy Sea of Sin                                                        |
| EP-203                  |      | Jackie & Arlen – The Southern Gospel Singers                           | Come Unto Me I’ll Be Satisfied, Poor The Old Country Church The Picture On the Wall                                                                  |
| EP-204                  |      | Ray Baker and the Happy Travelers                                      | God’s mighty hand Choose the right road God’s love is free Come on in                                                                                |
| EP-205                  |      | Ray Baker and the Happy Travelers                                      | God’s Might Hand My Faith Is Built Up On a Rock Who Will Be The First To Cast a Stone At Mother’s Knee He’ll Make The Way You’ve Got To Go Down Town |
| EP-206                  |      | Jackie & Arlen – The Southern Gospel Singers                           | Just As The Sun Went Down More Praying, Less Straying He Brought Me In Beautiful Isle of Somewhere I Can’t Help What Others Do The Muddy Sea of Sin  |
| EP-207                  |      | Jackie & Arlen – The Southern Gospel Singers                           | Sinner’s Plea Come Unto Me I’ll Be Satisfied, Poor Precious Memories The Old Country Church The Picture on the Wall                                  |
| EP-208                  |      | Onie Wheeler                                                           | Go Home Mother Prays Loud In Her Sleep I Saw Mother with God Last Night Please Don’t Break My Heart                                                  |
| 301                     | 1960 | Teddy Redell                                                           | I Want to Hold You Pipeliner |
| 302                     | 1960 | Chuck Comer                                                            | Shall We Dance Little More Lovin’ |
| 303                     | 1961 | Bobby Crafford and the Pacers                                          | Wee wee hours It’s a sin |
| 304                     | 1961 | Bobby Lee Trammell                                                     | Hi Ho Silver Been a-Walkin’ |
| 305                     | 1961 | Teddy Redell                                                           | I’ll Sail My Ship Alone Don’t Grow Old Alone |
| 306                     | 1961 | Bill Duniven                                                           | One Has My Name Knocking On the Backside |
| Unveröffentlichte Titel |      |                                                                        | |
|                         |      | Teddy Riedel [!]                                                       | Before It Began (Shame Shame) (alt. Version) Knocking On the Backside (alt. Version)                                                                 |